# Luttrell (Tennessee)
Luttrell es un pueblo ubicado en el condado de Union en el estado estadounidense de Tennessee. En el Censo de 2010 tenía una población de 1.074 habitantes y una densidad poblacional de 105,68 personas por km².

## Geografía
Luttrell se encuentra ubicado en las coordenadas 36°12′36″N 83°44′52″O / 36.21000, -83.74778. Según la Oficina del Censo de los Estados Unidos, Luttrell tiene una superficie total de 10.16 km², de la cual 10.16 km² corresponden a tierra firme y (0%) 0 km² es agua.

## Demografía
Según el censo de 2010, había 1.074 personas residiendo en Luttrell. La densidad de población era de 105,68 hab./km². De los 1.074 habitantes, Luttrell estaba compuesto por el 97.02% blancos, el 0.19% eran afroamericanos, el 0.28% eran amerindios, el 0% eran asiáticos, el 0% eran isleños del Pacífico, el 0% eran de otras razas y el 2.51% pertenecían a dos o más razas. Del total de la población el 1.02% eran hispanos o latinos de cualquier raza.